# Les Inrockuptibles

Les Inrockuptibles, in de volksmond Les Inrocks genoemd, is een Frans tijdschrift dat aanvankelijk gewijd was aan rockmuziek en later cultureel en politiek werd, met een linkse oriëntatie.
Het hoofdkantoor van Les Inrockuptibles is momenteel gevestigd op 10-12 rue Maurice-Grimaud in het 18e arrondissement van Parijs